# Pseudoanthidium tuberculiferum
Pseudoanthidium tuberculiferum är en biart som först beskrevs av Brauns 1905.  Pseudoanthidium tuberculiferum ingår i släktet Pseudoanthidium och familjen buksamlarbin. Inga underarter finns listade i Catalogue of Life.